# Galleria internazionale d'arte moderna (Venezia)
La Galleria internazionale d'arte moderna di Venezia è situata all'interno di Ca' Pesaro, nel sestiere di Santa Croce, vicino a campo San Stae.
Il palazzo venne donato da Felicita Bevilacqua La Masa alla città affinché divenisse un centro dedicato all'arte moderna. Nel 1902 divenne la sede della collezione municipale d'arte moderna, nata con la donazione di Alberto Giovanelli nel 1897, in occasione della 2ª Biennale di Venezia. Le opere esposte alla manifestazione artistica furono le principali a confluire nella galleria, che divenne una sorta di museo della Biennale, almeno per quanto riguarda il primo Novecento. Tuttavia è ampia anche la collezione di opere acquisite tramite donazioni.
Nella collezione spiccano capolavori celebri: tra le tele e i disegni spiccano Giuditta II di Klimt; il Nudo allo specchio di Bonnard; il Rabbino di Chagall; Le signorine di Felice Casorati nonché opere di Kandinsky, Klee, Rouault, Matisse, Grosz, Moore, Morandi, Donghi, De Chirico, Boccioni, Sironi, Gustavo Boldrini, Emilio Vedova, Felice Carena, Virgilio Guidi, Davide Orler e altri.
Tra le sculture è vasta la collezione di opere di Wildt, Martini, Medardo Rosso, mentre spiccano una versione del Pensatore e dei Borghesi di Calais di Rodin, questi ultimi esposti nella prima sala.
Nella stessa Ca' Pesaro ha inoltre sede il Museo d'arte orientale, ospitato all'ultimo piano.
Nel 2015 il sindaco di Venezia Luigi Brugnaro propose di vendere i capolavori di Klimt e Chagall per ripianare i conti della città.

## Galleria d'immagini

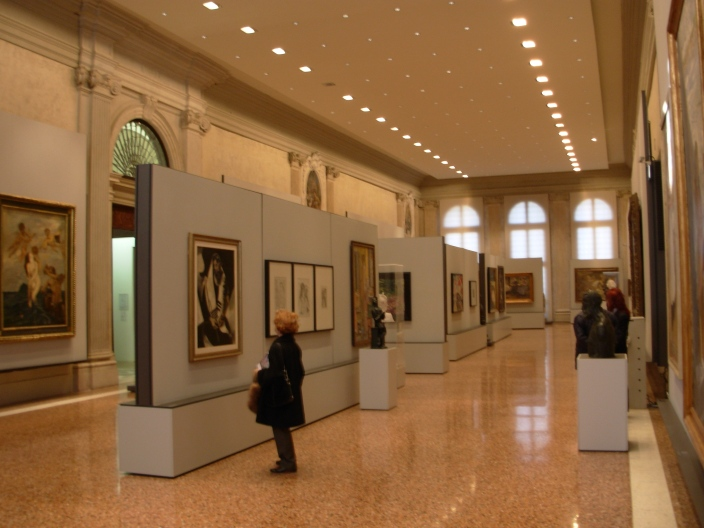
L'interno
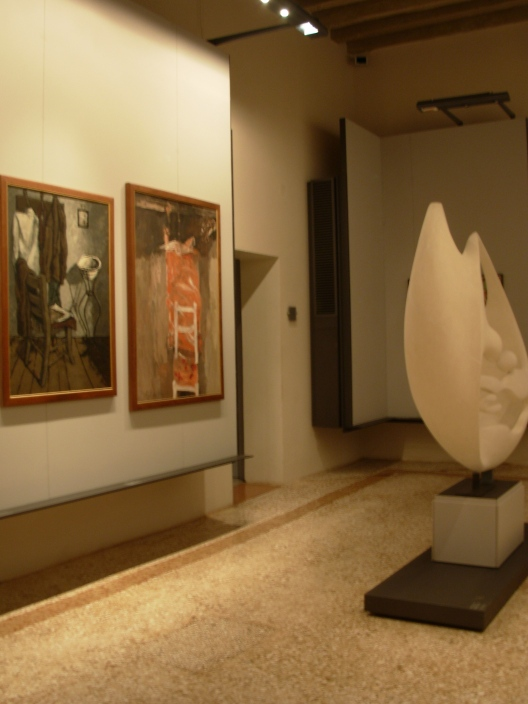
L'interno
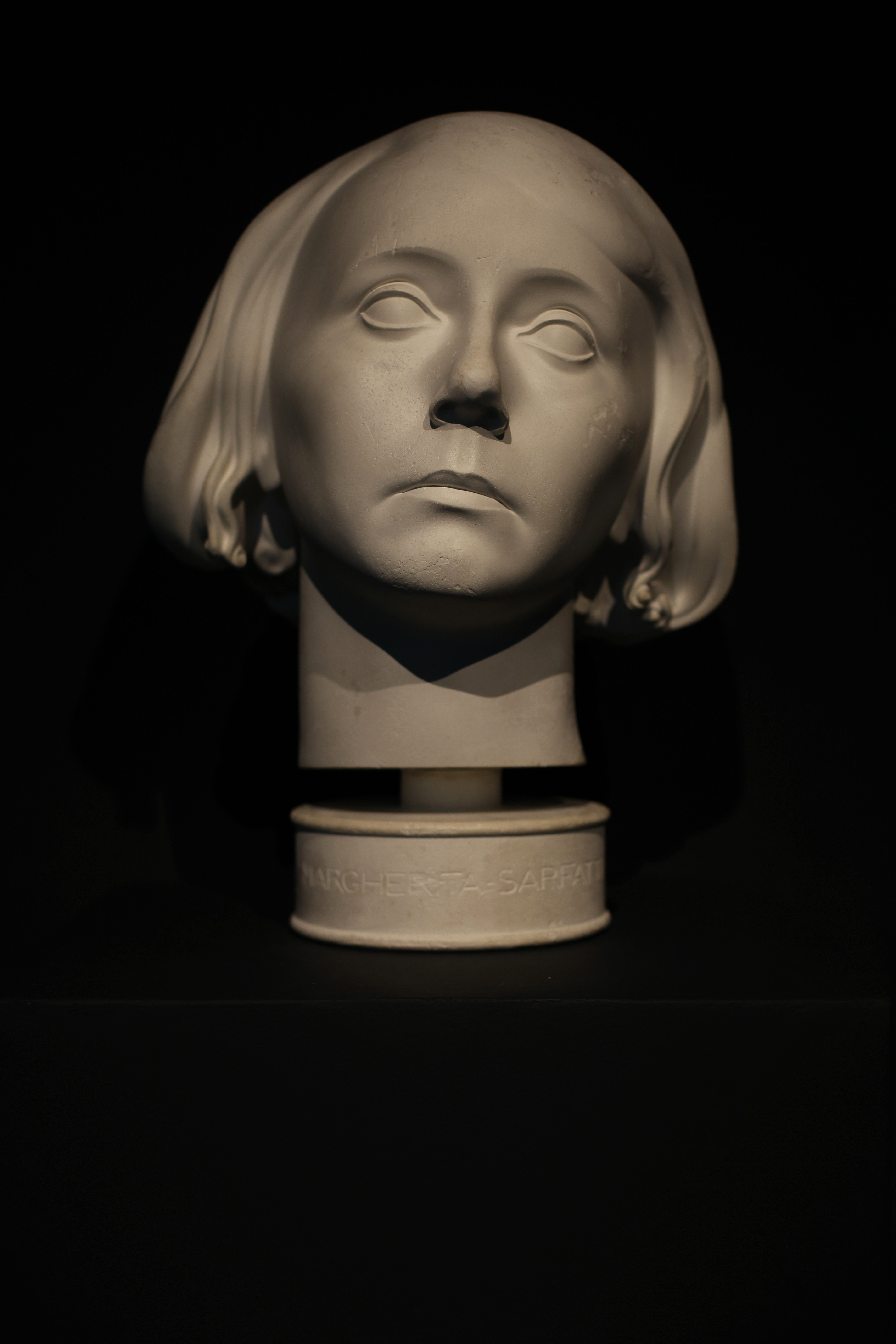
Margherita Sarfatti, gesso. Adolfo Wildt (1929)